# Liste des abbés de Saint-Pierre-et-Saint-Paul de Wissembourg
Liste des abbés de Saint-Pierre-et-Saint-Paul de Wissembourg
La liste des abbés de l'abbaye de Wissembourg a été rédigée à partir du livre de J. Rheinwald, L' Abbaye et la Ville de Wissembourg, Avec quelques chateaux-forts de la Basse Alsace et du Palatinat. Le théologien et spécialiste d'histoire ecclésiastique Kaspar Brusch a donné dans sa chronique parue en 1551 une succession des abbés de Wissembourg, en partie légendaire, en partie lacunaire (du moins pour les abbés antérieurs à Dragobodon), comme le suggère d'ailleurs la mention „Principius“ (« le premier ») pour le 1er abbé. Brusch lui-même indique à ce sujet : « Je n'ai en effet rien retrouvé sur ces premiers abbés, dont je ne doute pas que la liste ou succession comporte quelques erreurs... » La source qu'il a utilisée pour les abbés jusqu'à Adalbert (n°23) est un document qu'il a obtenu de l'archevêque de Spire.

## Liste des princes-abbés
- Principius  - Abbé avant 650 - Évêque de Spire de 650 à 659
- Ragobod (Dragobodo) – Abbé avant 660 – Évêque de Spire de 660 à 700
- Ratfried I – 693-724
- Chrodoïn – 729
- Erloald (Erlold, Chariald, Ehrwald) – 730-739
- Wieland – 739-743
- David – 744-760 (trois chartes écrites entre 760 et 764 ne portent pas de nom d’abbé, David ou Ermbert ?)
- Ermbert – 765-792
- Gerbert, délégué par Ermbert
- Justulf – 797-809
- Anstramne, délégué par Justulf
- Werhner (Bernhar) – 811-825
- Gerhoh I (Gerrich) – 819-826, délégué
- Folkwig – 828-830
- Mimold, délégué par Folkwig
- Ratfried II – 830
- Odogaire – avant et après 838
- Grimald – administrateur dès 833, cité avec Odogaire en 840 – 833-861
- Volcod – Contemporain du poète Otfried ainsi que son prédécesseur
- Hatton – 902 – archevêque de Mayence
- Gerhoh II (Kercho, Gerrich) – 957-965
- Erkanbert – 965-967 – doyen dès 928, délégué probablement par Hatton, abbé en 965
- Adalbert de Magdebourg, saint Adalbert – 966-981. Geilon est cité en 967 comme délégué par saint Adalbert. Il est nommé évêque de Magdebourg en 968. Il introduisit la réforme de Gorze.
- Sandrade (le bienheureux) – 981-985
- Gisilhaire (Gieseler) – 985-989
- Gerrich III – 989-1001
- Sigebod – 1002
- Liuthard – 1002-1032
- Folmar – 1032-1043
- Arnold, comte de Falkenbourg – 1043-1056
- Samuel – 1056-1098, il fait construire la tour-clocher occidentale
- Etienne – 1102
- Meingaudus (Mengoz) – 1111-1113
- Udalric – 1118
- Wernher II (Bernard, Bennon)
- Ernest
- Benoît – 1135-1145
- Engelschalk – 1145-1168
- Gundelach – 1168-1187
- Godefried – 1187-1195
- Wolfram – 1195-1222
- Cunon – 1222-1248
- Conrad – 1248-1251
- Frédéric – 1251-1262
- Edelin – 1262-1293, entreprend la reconstruction de l’abbatiale et fortifie la ville
- Guillaume I – 1293-1301
- Gilles (Egidius) – 1301-1312
- Barthélemy – 1312-1316
- Guillaume II – 1316-1322
- Jean I de Frankenstein – 1322-1337
- Eberhard, comte de Sarrebruck – 1337-1381
- Hugues de Nohfelden – 1381-1402
- Jean II, comte de Veldenz – 1402-1439, il assiste au concile de Constance – Conrad de Hohenfels, prieur des Quatre-Tours et Robert de Loewenstein, prieur de Saint-Germain
- Philippe Schenck d’Erbach – 1439-1467
- Jean ou Jacques, baron de Bruck – 1467-1472 - Antoine de Linange, prieur des Quatre-Tours puis Erph, abbé de Clingenmünster, administrateurs intérimaires
- Henri de Hombourg – 1475-1496 – Nouvel intérim
- Guillaume III d’Eyb – 1498-1513
- Rudiger Fischer – dernier abbé, il est élu en 1500 mais confirmé par le pape Léon X en 1513. Abbé jusqu’en 1524, puis prévôt 1545. Il meurt à l’abbaye de Sainte-Walpurge, Walbourg.

## Liste des évêques de Spire, abbés-prévôts de Wissembourg
- Philippe de Floersheim, évêque de Spire, premier abbé-prévôt, mort en 1552. Le chapitre est intégré à l’évêché de Spire
- Rodolphe de Frankenstein, évêque de Spire et abbé-prévôt de Wissembourg – 1552-1560
- Marquard de Hattstein, évêque de Spire et abbé-prévôt de Wissembourg – 1560-1580
- Eberhard de Dienheim, évêque de Spire et abbé-prévôt de Wissembourg – 1580-1610
- Philippe-Christophe de Soetern, évêque de Spire et abbé-prévôt de Wissembourg – 1610-1652
- Lothaire-Frédéric de Metternich-Bourscheid, évêque de Spire et abbé-prévôt de Wissembourg – 1652-1675
- Jean-Hugues d’Orsbeck, évêque de Spire et abbé-prévôt de Wissembourg – 1675-1711
- Henri Hartard de Rollingen, évêque de Spire et abbé-prévôt de Wissembourg  – 1711-1719
- Damien-Hugues-Philippe de Schœnborn, évêque de Spire et abbé-prévôt de Wissembourg  – 1719-1743
- François-Christophe de Hutten, évêque de Spire et abbé-prévôt de Wissembourg  – 1743-1770
- Auguste-Philippe-Charles de Limburg-Stirum, évêque de Spire et abbé-prévôt de Wissembourg  – 1770-1797
- Philippe-François Wilderich de Walderdorf, évêque de Spire et abbé-prévôt de Wissembourg  – 1797-1810